# Абрамук, Валерий Владимирович
Валерий Владимирович Абрамук (род. 17 августа 1952, Гродно) — советский футболист, полузащитник. Мастер спорта СССР (1986). Рекордсмен гродненского «Немана» по числу сыгранных матчей (436).

## Биография
Начал организованно заниматься футболом в 1965 году в гродненской ДЮСШ у тренера Василия Андреевича Сипатова. Становился победителем республиканского юношеского турнира «Хрустальный мяч» (1969). Входил в юношескую сборную БССР, с которой в 1970 году одержал победу на международном турнире во Франции.
С 1968 года играл за дубль «Немана» в первенстве дублёров первой лиги, а сезон 1969 года начал в составе «Текстильщика» в первенстве Белорусской ССР. Летом 1969 года переведён в основу «Немана» и 30 августа того же года дебютировал в основном составе клуба в игре второй группы класса «А» против «Полада» (Сумгаит).
Осенью 1970 года призван в армию, проходил военную службу в смоленской «Искре», игравшей во второй лиге. После окончания службы несколько лет играл в первенстве БССР за «Машиностроитель» (Гродно) и «Строитель» (Бобруйск). В составе бобруйского клуба стал двукратным обладателем Кубка республики (1974, 1975).
В ходе сезона 1975 года вернулся в «Неман» (клуб в это время носил название «Химик»), где выступал до конца карьеры. С 1976 года стал твёрдым игроком основного состава команды. В сезонах 1979, 1980, 1982, 1983, 1985, 1986 и 1987 годов выходил на поле во всех играх своего клуба в чемпионате. Всего в первенствах СССР сыграл 436 (по другим данным — 434) матча, рекордсмен клуба по числу сыгранных матчей за всю историю. Забил 52 гола (по другим данным, 53), из них 18 — с пенальти. В сезоне 1977 года стал лучшим бомбардиром своего клуба (7 голов). Победитель зонального турнира второй лиги (1980). В 1979—1986 годах в течение восьми сезонов был капитаном команды, что является клубным рекордом.
После окончания игровой карьеры работал администратором «Химика» (1988—1991). Недолгое время в 1991 году работал детскими тренером в СДЮСШОР № 6. С 1991 года более 20 лет работает администратором хоккейного клуба «Неман» (Гродно). Выступал за команду ветеранов гродненского футбола.

## Личная жизнь
Брат Виталий (1957—2000) тоже был футболистом и много лет выступал за гродненский клуб.